# Sertularella blanconae
Sertularella blanconae är en nässeldjursart som beskrevs av El Beshbeeshy 1991. Sertularella blanconae ingår i släktet Sertularella och familjen Sertulariidae. Inga underarter finns listade i Catalogue of Life.